# Casco Viejo (Vitoria)

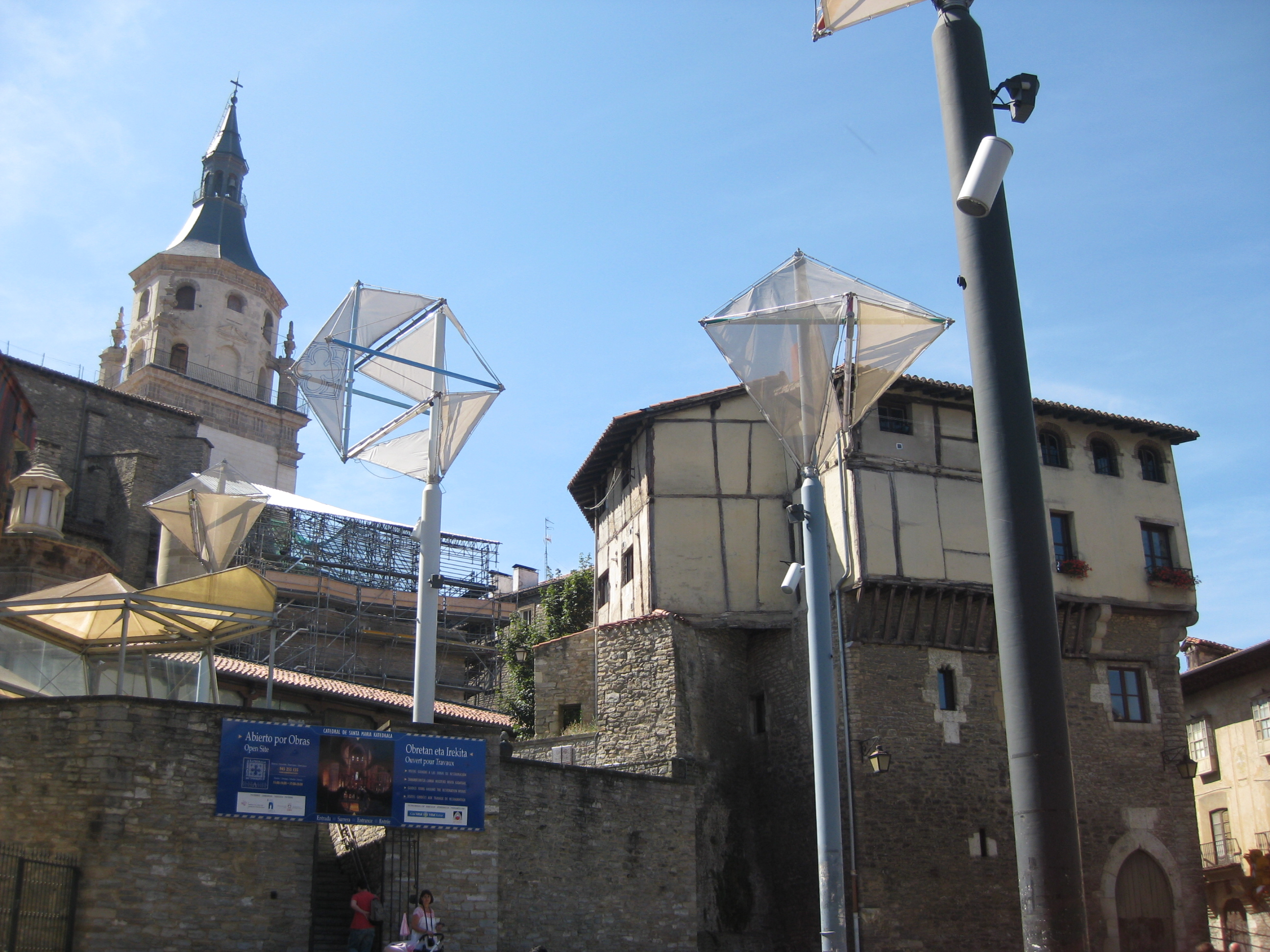
Catedral Vieja de Santa María y Torre de los Hurtado de Anda.

El Casco Viejo (Alde Zaharra en euskera) es uno de los barrios que componen la ciudad de Vitoria, en el País Vasco, España.

## Ubicación
Limita al sur con el Ensanche, al oeste con Lovaina y Coronación; al norte con Zaramaga y al este con El Anglo.
Abarca el perímetro de la vieja ciudad medieval amurallada. El barrio, que tiene forma de almendra, está situado sobre una colina y sobre las laderas de esta. Alrededor del mismo ha crecido la ciudad de forma radial por las zonas llanas que rodean esta colina.

## Historia
La ciudad de Vitoria estuvo prácticamente constreñida a lo que actualmente es el Casco Viejo desde su fundación a finales del siglo XII hasta finales del siglo XVIII. Por ello este barrio posee buena parte del patrimonio artístico y arquitectónico de la ciudad.
Pocos lugares tienen como Vitoria nombre y apellido. El nombre Vitoria deriva del de "Nueva Victoria", que le dio el rey Sancho el Sabio, que fundó la ciudad en 1181 sobre la aldea de "Gasteiz" que se ubicaba en la colina. Este monarca fortificó la localidad convirtiéndola en una villa amurallada que representaba una avanzada defensiva del Reino de Navarra. Sin embargo, la posesión de Vitoria apenas le duró dos décadas al monarca navarro, ya que tras el asedio de Vitoria emprendido por Alfonso VIII de Castilla en junio de 1199, la ciudad pasó del Reino de Navarra al de Castilla en enero de 1200.
Vitoria siempre ha tenido históricamente una posición estratégica porque se halla en el camino más corto entre la Submeseta Norte y el norte de Europa. A lo largo de su historia ha tenido siempre un marcado carácter comercial. Ya en el siglo XIII los historiadores constatan que se celebraban tres mercados semanales y desde 1399, dos ferias anuales que congregaban a numerosos visitantes. Otra importante característica histórica de la ciudad es su fuero, en el que se declaraba a todos sus habitantes de una misma condición, sin distinción entre nobles y plebeyos.

## Patrimonio
El casco histórico de Vitoria fue declarado conjunto monumental en 1997, conservando intacto su trazado medieval. 3 premios Europa Nostra avalan el trabajo realizado en la rehabilitación y recuperación de espacios y edificios emblemáticos de la Almendra Medieval.

## Demografía
En 2020 tenía una población de 8.910 habitantes, con 4.402 hombres y 4.508 mujeres, siendo extranjera el 29,5% de su población.

## Lugares de Interés turístico
En el Casco Viejo de Vitoria se sitúan diversos lugares de interés turístico, como el Museo Fournier de Naipes en el palacio de Bendaña, el palacio Escoriaza-Esquivel, el palacio de Montehermoso, el palacio de Villa Suso, la Casa del Cordón, la muralla medieval, la torre de Doña Ochanda, la torre de los Hurtado de Anda, u otros monumentos de tipo religioso, como la Catedral de Santa María, la Iglesia de San Pedro, la Iglesia de San Miguel o la Iglesia de San Vicente.
|                         |
| Catedral de Santa María |

|                       |
| Iglesia de San Miguel |

|                        |
| Iglesia de San Vicente |

|                  |
| Muralla medieval |

|                       |
| Torre de Doña Ochanda |

|                   |
| Torre de los Anda |

|                         |
| Palacio de Montehermoso |

|                                                        |
| Los Arquillos y la iglesia de San Vicente al atardecer |

|                            |
| Palacio Escoriaza-Esquível |

|                                |
| Palacio del Marqués de Alameda |

|                                           |
| Plaza del Machete y Palacuo de Villa Suso |

|             |
| El Portalón |

|                           |
| Cantón de las Carnicerías |

|               |
| Los Arquillos |